# Ike Quebec
Ike Abrams Quebec (Newark, 17 augustus 1918 - New York, 16 januari 1963) was een Amerikaanse jazz-tenorsaxofonist en muziekproducent.

## Carrière
Quebec had tijdens zijn jeugd piano-onderricht gehad en was  zijn beroepscarrière begonnen op dit instrument. Bovendien was hij tijdens de jaren 1930 ook actief geweest als professioneel danser. Zijn latere instrument, de tenorsaxofoon, vond hij pas in 1940. Zoals de meesten van zijn collega's vormde hij zijn instrumentale stijl naar het voorbeeld van Coleman Hawkins, de vader van de tenorsaxofoon. Een veelbetekenende rol in Quebecs spel vervulde echter vanaf het begin de welluidende taal van de blues. Quebecs collega en mentor Ben Webster loofde diens ballade-stijl.
Ofschoon Quebec op zijn instrument bepaald geen virtuoos was, maakte zijn professionaliteit hem tot een veelgevraagd muzikant en sideman tijdens langere concerttournees, waarvan hij talrijke met de grootheden van het swing-tijdperk afwerkte. Tot zijn favoriete werkgevers telden onder andere Ella Fitzgerald, Benny Carter en in het bijzonder Cab Calloway. Onder zijn eigen naam nam Quebec in 1944 enkele singles op voor Blue Note Records met muzikanten als Tyree Glenn, Tiny Grimes, Milt Hinton en Oscar Pettiford, waaronder Blue Harlem, die een jukebox-hit werd.
De achteruitgang van de bigbands eind jaren 1940 plaatste Quebec voor beroepsmatige en uiteindelijk ook voor persoonlijke problemen. Naar aanleiding van zijn drugsverslaving bracht hij het grootste deel van de jaren 1950 door in verregaande muzikale inactiviteit. Zijn vriend Alfred Lion, de medeoprichter van Blue Note Records, stond hem tijdens deze moeilijke periode terzijde. De saxofonist werd aanvankelijk voor het kleine label actief als talentscout. Op zijn voorspraak kwamen de tegenwoordig beroemde opnamezittingen tot stand met de pianisten Bud Powell en Thelonious Monk, wiens resultaten als mijlpalen tellen in het werk van deze beide muzikanten.
Omdat Quebec de aan hem opgedragen taken tot tevredenheid uitvoerde, vertrouwde Lion de muzikant, die zijn drugsverslaving stap voor stap onder controle kreeg, aanzienlijk meer verantwoordelijke taken toe. Van eenvoudige tussenpersoon groeide hij spoedig uit tot A&R-manager van Blue Note Records en uiteindelijk kon hij ook opnamezittingen onder eigen regie leiden, waaronder producties met Dexter Gordon. In het sociale klimaat van de Verenigde Staten eind jaren 1950 was de vertrouwelijke en vriendschappelijk gekenmerkte samenwerking tussen Lion en Quebec een duidelijk signaal voor het overwinnen van de wijdverbreide rassenscheiding in de muziekbusiness.
De ongeveer terzelfder tijd als subgenre van de hardbop ontstane souljazz was in strijd met de muzikale voorkeur van Quebec, die zijn bezigheid als instrumentalist weer hervatte. Het net met enkele betrekkelijk succesvolle platenopnamen begonnen comeback, zoals het album Blue and Sentimental met Grant Green, kende echter een abrupt einde, toen bij Quebec in 1962 longkanker in een vergevorderd stadium werd geconstateerd. De ziekte dwong hem tot een hernieuwde stop van zijn muzikale werk. Hij beleefde de publicatie van het grootste deel van zijn late opnamen niet meer.

## Overlijden
Ike Quebec overleed op 16 januari 1963 op 44-jarige leeftijd aan de gevolgen van longkanker.

## Discografie
Blue Note Records
- ????: Ike Quebec 1944–1946 (Classics) met Buck Clayton, Milt Hinton, Oscar Pettiford, Grachan Moncur II
- 1961: It Might As Well Be Spring met Freddie Roach, Milt Hinton, Al Harewood
- 1961: Blue And Sentimental met Sonny Clark, Grant Green, Paul Chambers, Philly Joe Jones
- 1961: Heavy Soul met Freddie Roach, Milt Hinton, Al Harewood
- 1962: Bossa Nova Soul Samba met Kenny Burrell, Wendell Marshall, Willie Bobo, Garvin Masseaux
- 1962: Congo Lament

### Compilaties
- 1984: The Complete Forties Recordings of Ike Quebec and John Hardee (Mosaic Records) – 4 lp's met Tiny Grimes, Ram Ramirez, Milt Hinton, J. C. Heard, Jonah Jones, Tyree Glenn, Oscar Pettiford, Buck Clayton, Keg Johnson, Grachan Moncur II, Shad Collins, John Collins – Rest van de compilatie bij John Hardee
- 1989/1990: The Complete 45 Sessions of Ike Quebec (1959–62) (Mosaic Records) – 4 lp's met Edwin Swanston, Skeeter Best, Sir Charles Thompson, Milt Hinton, J. C. Heard, Sam Jones

- Bibliothèque nationale de France: cb13898738c (data)
- Gemeinsame Normdatei: 134490134
- International Standard Name Identifier: 0000 0000 5514 0079
- Library of Congress Control Number: n81149296
- MusicBrainz: d2301fc2-4416-477d-a4ca-5c5d98d0a998
- Nationale Bibliotheek van Tsjechië: ola2002159265
- Nationale Bibliotheek van Israël: 987007334878205171
- Nederlandse Thesaurus van Auteursnamen: 100376673
- SNAC: w6sb4sdt
- Système universitaire de documentation: 094538387
- Virtual International Authority File: 34644300
- WorldCat: E39PBJhRCJF8FqfHyK7WF96tKd